# Instituto Butantan

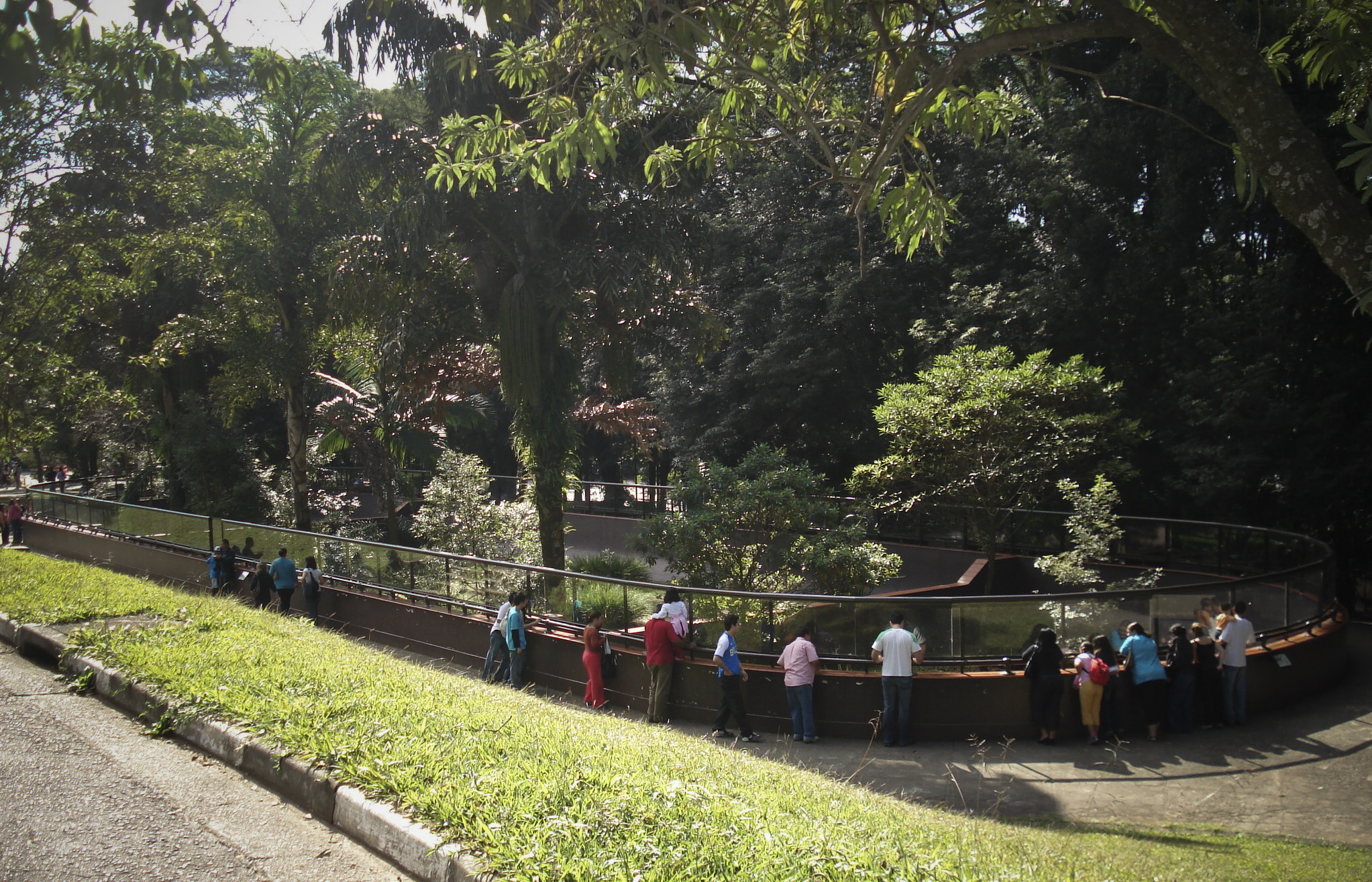
Serpentario del Instituto Butantan.

El Instituto Butantan es un centro de investigación en las áreas de biología y biomedicina localizado en el distrito de Butantã, en la ciudad de São Paulo. 
Fue fundado el 23 de febrero de 1901 y es responsable de la producción de más del 80% del total de sueros y vacunas consumidos en Brasil. Es también un importante punto turístico, contando con un parque y tres museos (Biológico, Histórico y Microbiológico), además del Hospital Vital Brazil, una biblioteca, un serpentario y unidades de producción de vacunas y biofármacos. 
El nombre del Instituto viene de "Butantã" , un distrito ubicado al oeste del "município de São Paulo". " Butantã " significa en tupi, "mantillo".

## Historia
La historia del Instituto Butantan se confunde con la historia de la modernización del Estado de São Paulo. Su surgimiento se debió a una epidemia de peste bubónica en Santos en 1900. Temiendo que la enfermedad llegara a la capital del Estado, el gobierno convocó al Instituto Bacteriológico para intentar resolver el problema. 
Su director, Adolfo Lutz, mandó a esa ciudad al asistente Vital Brazil Mineiro da Campanha, o, simplemente, Vital Brazil (con 'z', por la grafía de la época). En poco tiempo, diagnosticó la enfermedad y, en conjunto con el médico Osvaldo Cruz, creó un plan para controlarla. De vuelta a la capital, Vital Brazil fue el encargado de un servicio contra la peste en el Instituto Bacteriológico. Al año siguiente, ese servicio se transformó en una institución autónoma, entonces denominada Instituto Serumtherapico do Estado de São Paulo, que, posteriormente, se transformó en el actual Instituto Butantan y ayudó acontrolar la peste. 
Sin embargo, debido principalmente a la expansión del cultivo de café, los trabajadores rurales (en su mayoría inmigrantes), eran frecuentemente víctimas de accidentes ofídicos. Las serpientes venenosas se transformaban en un gran problema que, en conjunto con la peste bubónica, atentaba contra el desarrollo paulista. 
Vital Brazil, consciente de toda esa problemática, en concomitancia con los estudios sobre la peste, inició sus investigaciones sobre el ofidismo, tema que por entonces era muy poco conocido. El extenso trabajo que desarrolló investigando ese asunto hizo que el Instituto Butantan rápidamente se especializase en el conocimiento herpetológico, así como en la producción de sueros antiofídicos, tornándose una entidad reconocida en todo el mundo. Vital Brazil, inclusive, fue el primero en demostrar la especificidad de los sueros antiofídicos. 
Un suero específico para una serpiente venenosa europea, por ejemplo una víbora (Vipera), es ineficiente para una jararaca (Bothrops) sudamericana. En viajes que hizo, principalmente a Estados Unidos, demostró la eficacia del suero antiofídico, la fama de Vital Brazil recorrió el mundo. Durante varios años, sin embargo, el Instituto Butantan funcionó en toscas dependencias, contando con un cuerpo de empleados bastante exiguo. 
A pesar de esto, en sus laboratorios se realizaron importantes investigaciones en los campos de la herpetología, microbiología e inmunología, reconocidas internacionalmente. A partir de 1914, con la construcción de la nueva sede y la paulatina ampliación de su presupuesto, el Butantan comenzó a consolidarse como la institución de investigación biomédica más importante del Estado de São Paulo, y una de las más grandes de Brasil.
El sábado 15 de mayo de 2010 un fuego destruyó uno de los acervos más importantes del Instituto Butantan, la colección de serpientes y arácnidos. Más de 80.000 especímenes conservados en alcohol desde principios de siglo se perdieron llevándose el fuego ejemplares de referencia de la ciencia así como muchos representantes de especies aún no descriptas. Esta pérdida, irreparable desde un punto de vista histórico, sólo puede ser comprendida si se la compara con la destrucción de una biblioteca centenaria.